# José María Vallejo
José María Antonio Vallejo y Mendoza (Babahoyo, Virreinato de Nueva Granada, 6 de enero de 1796-Combate naval de Jambelí, 27 de septiembre de 1865) fue un capitán de navío ecuatoriano, prócer de las campañas independentistas de Colombia, Ecuador Perú,teniendo un destacado papel en la consagración de la Gran Colombia, participando en las diferentes batallas de la Independencia de Quito, y la Independencia del Perú, del mismo modo participaría en la guerra grancolombo-peruana, tras la desaparición de la Gran Colombia se radicaría en Ecuador,donde tendría un papel destacado en la época de dominio floreano,la guerra del Cauca,la revolución marcista,la revolución urbinista,la guerra civil ecuatoriana de 1859-1860,y el combate naval de Jambelí,siendo este último donde sería condenado a la pena del fusilamiento,por órdenes del doctor Gabriel García Moreno.

## Biografía

### Infancia
Nacido en la ciudad de Babahoyo el 6 de enero de 1796,siendo hijo del sr Antonio Vallejo originario de Popayán y de la sra María Mercedes Mendoza originaria de la isla Púna, se enroló a las fuerzas independentistas debido a la ocupación francesa en España,distinguiéndose en la Independencia del Perú y en la defensa de Cartagena de Indias donde caería prisionero por el bergantín “Elena”, aunque fue respetada su vida.

## Luchas en la Independencia Hispanoamérica

### Independencia de Guayaquil
El sería uno de los cuales proclamaría junto con José Joaquín Olmedo la independencia de la ciudad de Guayaquil, formando parte de las brigadas al mando de los coroneles León Febres Cordero, Luis Urdaneta, José de Villamil, Damián Nájera y Antonio Elizalde, donde derrotaron al comandante español Torres Valdivia,con la victoria de los revolucionarios el abogado  asumió el mando político dando inicio la guerra de independencia en Ecuador,del mismo modo firmaría junto a los demás próceres el acta de independencia el 9 de octubre de 1820.

### Independencia de Quito
Por órdenes del presidente Simón Bolívar envió al general Antonio José de Sucre, donde formaría una alianza con José Joaquín de Olmedo para liberar la ciudad de Quito que se encontraba bajo el control del general español Melchor Aymerich, bajo las órdenes del general Antonio José de Sucre participó en la batalla de Yaguachi, al mando de la División Protectora de Quito, tras la derrota en la segunda batalla de huachi, el general Antonio José de Sucre recibió apoyo del general Andrés de Santa Cruz quien contribuiría con un ejército del Protectorado de San Martín, de ahí al mando de nuevo del general Antonio José de Sucre participaría en la expedición Auxiliadora de Quito, la batalla de Riobamba y la batalla de Pichincha,siendo este último el que oficializó la independencia del Ecuador.

## En la vida Republicana

### Servicio a la Gran Colombia
Se uniría a la Marina de Guerra, pero sin haber pasado por la Escuela Náutica en 1822, muchos entrarían entre ellos él; el 20 de mayo de 1825 el vicepresidente de la República de Colombia,Francisco de Paula Santander, decretó la creación de dos compañías de Infantería de Marina para Guayaquil, y una vez que estas fueron formadas se destinó a los oficiales y tripulantes a esta repartición, entre ellos al subteniente de Infantería de Marina José Antonio Vallejo y Mendoza.

### Marina del Ecuador
Desintegrada la Gran Colombia en 1830, se destinaría a la marina de la nueva república del Ecuador sirviendo en la misma hasta el año 1833, en el que se fusionaron las compañías de Infantería de Marina y Artillería, conformando el Cuerpo de Artillería de Marina. Al producirse la Revolución marcista combatiría a las fuerzas de los generales Antonio Elizalde donde perdería una pierna. El general Juan José Flores lo daría por muerto en un parte el 11 de mayo, siendo de manera incorrecta esta suposición ya que el comandante reposaba herido desde el 6 de marzo; el congreso de 1846 le confirió el rango de capitán de navío.

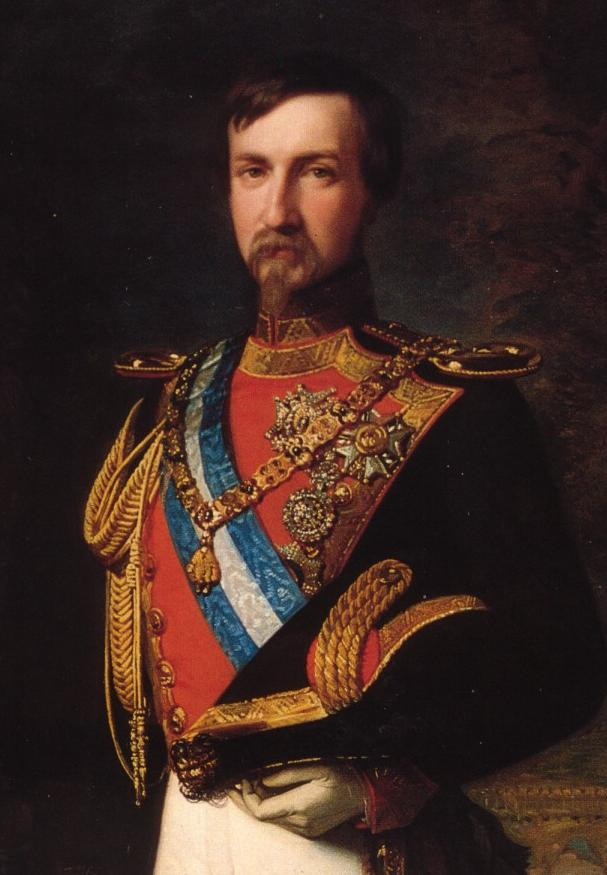
Príncipe fránces que aspiraba a tener el trono ecuatoriano.

En 1852 Juan José Flores intentaría invadir con un ejército extranjero las costas ecuatorianas con el objetivo de imponer a Antonio de Orleans como un nuevo reino dependiente de las potencias europeas, el comandante Vallejo estuvo al mando de la batería de la Planchada, más por razones de adquisición de nuevos buques de guerra, pasó a desempeñarse como comandante de la goleta “17 de Julio”, aunque Flores nunca pudo llevar a cabo su plan y abandono el plan.

### Diputado
En 1845 fue diputado por Guayaquil.

### Guerra civil de 1859-1860

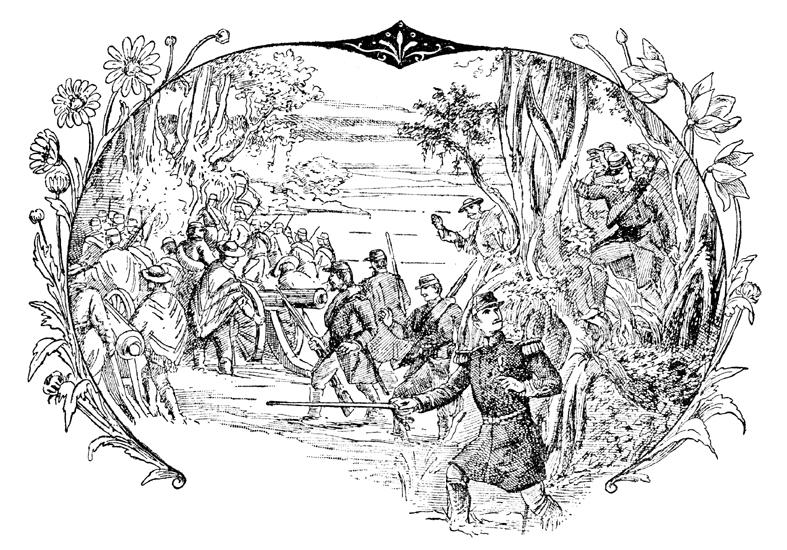
"Vie Illustrée de García Moreno" publicado en Francia por Charles D`Hallencourtm en 1887 conmemorando la batalla de Guayaquil.

En el año 1858 fuerzas navales peruanas, al mando del vicealmirante Ignacio Mariátegui y Tellería que con 5000 hombres bloqueó el puerto de Guayaquil, el capitán Vallejo fue puesto como jefe de operaciones de la costa meridional. Pero aparte de la guerra contra Perú el territorio ecuatoriano se empezó a fragmentar por lo que el presidente Francisco Robles lo nombró ministro de Guerra y Marina el 6 de julio de 1859.
Durante la guerra civil se mantuvo a cargo de la flotilla conformada por las goletas “Salado”, “General Sucre” y “4 de Abril” en el gobierno de Guillermo Franco, hasta el 24 de septiembre de 1860 cuando se produjo la batalla de Guayaquil el capitán Vallejo cedió el mando al comandante Juan Manuel Uraga y de esta forma la guerra civil terminó.
Debido a su enemistad con García Moreno, fue notificado de que se debía irse del país, el capitán de fragata Diego Eugenio Matos, comandante de la goleta de guerra “Salado” lo notificaría el 15 de mayo de 1863, en lo que Vallejo tomaría un buque saliendo del país y exiliandonse.

### Combate naval en Jambelí y muerte

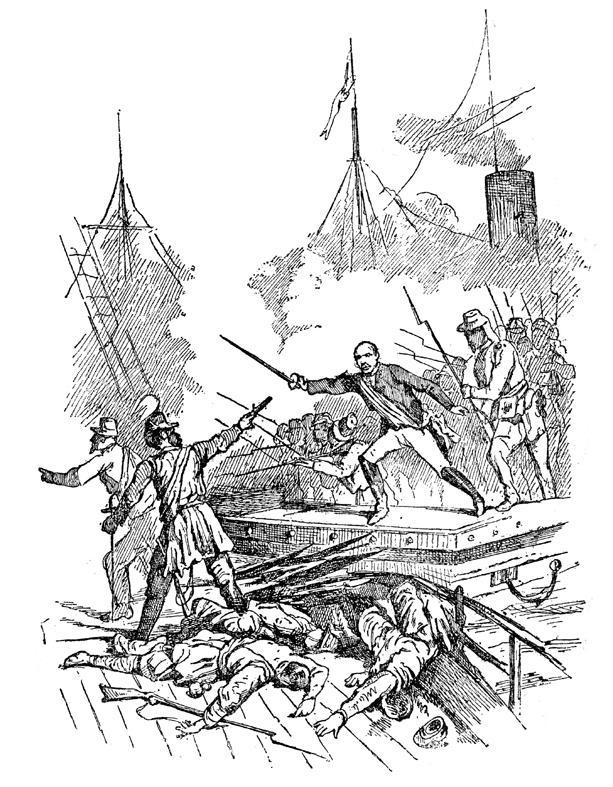
"Vie Illustrée de García Moreno" publicado en Francia por Charles D`Hallencourtm en 1887 conmemorando el Combate naval de Jambelí de 1865.

En 1865 los expresidentes José María Urbina y Francisco Robles, organizarían una expedición con el objetivo de derrocar al gobierno de García Moreno, se apoderarían de varios buques entre ellos del vapor fluvial “Washington”, el vapor de guerra “Guayas” donde moriría su comandante a fin a la causa del gobierno y el “Bernardino” comandando por el capitán Vallejo el 31 de mayo.
El presidente Gabriel García Moreno al enterarse marchó de Quito a Guayaquil donde adquiría varios buques para poder aniquilar a las fuerzas liberales durante el combate fue herido el capitán Vallejo, pero de nada sirvió esto ya que el “Guayas” se fue a pique, y el “Bernardino” fue tomado al abordaje. Además, el “Washington” fue apresado por el “Smirk” en Jelí.
Al ser capturado junto a 45 liberales, serían llevados al sector de Punta de Piedra donde junto al capitán José María Robles y Canelos, serían fusilados en las playas por las fuerzas gobiernistas, a Ventura, hijo del comandante Vallejo, lo hizo fusilar a la vista de su padre, suspendiendo la ejecución de éste para que primero presenciara la del joven, que se había agregado a los expedicionarios con el solo fin de servir a su padre, falto de una pierna y de edad avanzada.
Según las crónicas el viejo capitán, enloqueció y después de que el capitán Canelos maldijera a los gobiernistas este diría: 

"¡Maldito tirano, te emplazo para los quintos infiernos!“

.